# Federico II d'Assia-Homburg
Federico II d'Assia-Homburg, conosciuto anche con il soprannome di Langravio dalla gamba d'argento (in tedesco Friedrich II. von Hessen-Homburg; Bad Homburg vor der Höhe, 30 marzo 1633 – Bad Homburg vor der Höhe, 24 gennaio 1708), fu langravio d'Assia-Homburg dal 1681 al 1708.

## Biografia
Federico II era figlio di Federico I d'Assia-Homburg e di Margherita di Leiningen. Suo padre morì nel 1638, e Federico fu, assieme ai fratelli, tutelato nel governo dalla madre. Contro la volontà di quest'ultima, Federico fu però allevato dal langravio Giorgio II d'Assia-Darmstadt a Marburgo.
Nella giovinezza, Federico II viaggiò moltissimo, visitando l'Italia e la Francia, soggiornando anche a Ginevra al fine di completare i propri studi. Egli apprese la danza, l'equitazione, l'arte della guerra e perfezionò le proprie conoscenze linguistiche nel francese.
Nel 1659, Federico fu colpito da una grave epidemia che si abbatté su Copenaghen mentre vi si trovava in viaggio d'istruzione. Con l'aggravarsi di questo morbo, gli fu amputata una gamba dal ginocchio. L'alchimista di corte, Paul Andrich, gli fabbricò un'apposita protesi articolata in argento, per la quale si guadagnò il già citato soprannome.
Alla morte del fratello Giorgio (avvenuta nel 1677), Federico dovette aspettare sino al 1681 per poter essere proclamato Langravio d'Assia-Homburg.
Nel 1675, partecipò alla battaglia di Fehrbellin come generale delle truppe brandeburghesi, contro l'esercito del re Carlo XI di Svezia. Quella fu un'umiliante sconfitta per gli svedesi, che contribuì ad aumentare la potenza della casata del Brandeburgo nel XVII secolo.
Federico II è l'eroe protagonista dell'opera teatrale drammatica Il principe di Homburg di Heinrich Kleist (1809-1810).

## Matrimonio e figli
Nel 1661, Federico II sposò Margherita Brahe (1603-1669) (figlia del conte Abramo Brahe), da cui però non ebbe figli.
Vedovo, Federico II si risposò nel 1670 con Luisa Elisabetta di Curlandia (1646-1690) (figlia di Giacomo Kettler, duca di Curlandia).
Dall'unione nacquero i seguenti eredi:
- Carlotta (1672-1738), nel 1644 sposò il duca Giovanni Ernesto III di Sassonia-Weimar (1664-1707);
- Federico (1673-1746), langravio d'Assia-Homburg dal 1708 al 1746), nel 1700 sposò Elisabetta Dorotea d'Assia-Darmstadt (1676-1721), figlia del langravio Luigi VI d'Assia-Darmstadt, vedovo si risposò nel 1728 con Cristina Carlotta di Nassau-Ottweiler (1685-1761), figlia del conte Federico Luigi di Nassau-Ottweiler;
- Carlo (1674-1695);
- Edvige (1675-1760), sposò nel 1718 il conte Adam von Schlieben ((1677-1752);
- Filippo (1676-1703);
- Guglielmina (1678-1770), nel 1711 sposò il conte Antonio di Aldenburg (1681-1738);
- Eleonora (1679-1763);
- Elisabetta (1681-1707), nel 1701 sposò il Federico Guglielmo Adolfo, principe di Nassau-Siegen;
- Giovanna (1682-1698);
- Ferdinando (nato e morto nel 1683);
- Carlo (1684-1688);
- Casimiro Guglielmo (1690-1726), nel 1722 sposò Cristina Carlotta di Solms-Braunfels (1690-1751).

Nuovamente vedovo, Federico II si risposò nel 1691 con Sofia Sibilla di Leiningen-Westerburg (1656-1724) (figlia del conte Giovanni di Leiningen).
Questo matrimonio diede alla luce tre eredi:
- Luigi Giorgio d'Assia-Homburg (1693-1728), nel 1710 sposò Cristina di Limpurg (1683-1746) (figlia del conte Volrath di Limpurg);
- Federico (1693-1694);
- Leopoldo (nato e morto nel 1695).

## Ascendenza
|                                              |                                        |                                          | Genitori                                        |  |  | Nonni |  |  | Bisnonni                     |  |  | Trisnonni                     |  |
|                                              |                                        |                                          |                                                 |  |  |       |  |  | Philipp I, langravio d'Assia |  |  | Wilhelm II, langravio d'Assia |  |
|                                              |                                        |                                          |                                                 |  |  |       |  |  | Philipp I, langravio d'Assia |  |  | Wilhelm II, langravio d'Assia |  |
|                                              |                                        | Anna von Mecklenburg-Schwerin            |                                                 |  |  |       |  |  | Philipp I, langravio d'Assia |  |  |                               |  |
| Georg I, langravio d'Assia-Darmstadt         |                                        |                                          |                                                 |  |  |       |  |  | Philipp I, langravio d'Assia |  |  |                               |  |
|                                              |                                        | Christina von Sachsen                    | Georg, duca di Sassonia                         |  |  |       |  |  |                              |  |  |                               |  |
|                                              |                                        | Christina von Sachsen                    | Georg, duca di Sassonia                         |  |  |       |  |  |                              |  |  |                               |  |
|                                              |                                        | Christina von Sachsen                    | Barbara Jagiellonka                             |  |  |       |  |  |                              |  |  |                               |  |
| Friedrich I, langravio d'Assia-Homburg       |                                        | Christina von Sachsen                    |                                                 |  |  |       |  |  |                              |  |  |                               |  |
|                                              |                                        | Bernhard VIII, conte di Lippe            | Simon V, conte di Lippe                         |  |  |       |  |  |                              |  |  |                               |  |
|                                              |                                        | Bernhard VIII, conte di Lippe            | Simon V, conte di Lippe                         |  |  |       |  |  |                              |  |  |                               |  |
|                                              |                                        | Bernhard VIII, conte di Lippe            | Magdalene von Mansfeld-Mittelort                |  |  |       |  |  |                              |  |  |                               |  |
| Magdalena zur Lippe                          |                                        | Bernhard VIII, conte di Lippe            |                                                 |  |  |       |  |  |                              |  |  |                               |  |
|                                              |                                        | Katharina von Waldeck–Eisenberg          | Philipp III, conte di Waldeck-Eisenberg         |  |  |       |  |  |                              |  |  |                               |  |
|                                              |                                        | Katharina von Waldeck–Eisenberg          | Philipp III, conte di Waldeck-Eisenberg         |  |  |       |  |  |                              |  |  |                               |  |
|                                              |                                        | Katharina von Waldeck–Eisenberg          | Anna von Kleve                                  |  |  |       |  |  |                              |  |  |                               |  |
| Friedrich II, langravio d'Assia-Homburg      |                                        | Katharina von Waldeck–Eisenberg          |                                                 |  |  |       |  |  |                              |  |  |                               |  |
|                                              | Georg I, conte di Leiningen-Westerburg | Kuno II, conte di Leiningen-Westerburg   |                                                 |  |  |       |  |  |                              |  |  |                               |  |
|                                              | Georg I, conte di Leiningen-Westerburg | Kuno II, conte di Leiningen-Westerburg   |                                                 |  |  |       |  |  |                              |  |  |                               |  |
|                                              | Georg I, conte di Leiningen-Westerburg | Maria Margarethe zu Stolberg-Wernigerode |                                                 |  |  |       |  |  |                              |  |  |                               |  |
| Christoph, conte di Leiningen-Westerburg     | Georg I, conte di Leiningen-Westerburg |                                          |                                                 |  |  |       |  |  |                              |  |  |                               |  |
|                                              |                                        | Margaretha von Isenburg-Büdingen         | Reinhard, conte di Isenburg-Büdingen            |  |  |       |  |  |                              |  |  |                               |  |
|                                              |                                        | Margaretha von Isenburg-Büdingen         | Reinhard, conte di Isenburg-Büdingen            |  |  |       |  |  |                              |  |  |                               |  |
|                                              |                                        | Margaretha von Isenburg-Büdingen         | Elisabeth von Waldeck                           |  |  |       |  |  |                              |  |  |                               |  |
| Margarete Elisabeth von Leiningen-Westerburg |                                        | Margaretha von Isenburg-Büdingen         |                                                 |  |  |       |  |  |                              |  |  |                               |  |
|                                              |                                        | Simeon Ungnad, barone di Sonnegg         | Johann III Ungnad, barone di Sonnegg            |  |  |       |  |  |                              |  |  |                               |  |
|                                              |                                        | Simeon Ungnad, barone di Sonnegg         | Johann III Ungnad, barone di Sonnegg            |  |  |       |  |  |                              |  |  |                               |  |
|                                              |                                        | Simeon Ungnad, barone di Sonnegg         | Anna Maria, baronessa di Thurn e Friedrichstein |  |  |       |  |  |                              |  |  |                               |  |
| Anna Maria Ungnadin, baronessa di Sonnegg    |                                        | Simeon Ungnad, barone di Sonnegg         |                                                 |  |  |       |  |  |                              |  |  |                               |  |
|                                              |                                        | Katharina von Plesse                     | Dietrich IV, signore di Plesse                  |  |  |       |  |  |                              |  |  |                               |  |
|                                              |                                        | Katharina von Plesse                     | Dietrich IV, signore di Plesse                  |  |  |       |  |  |                              |  |  |                               |  |
|                                              |                                        | Katharina von Plesse                     | Katharina Reuss                                 |  |  |       |  |  |                              |  |  |                               |  |
|                                              |                                        | Katharina von Plesse                     |                                                 |  |  |       |  |  |                              |  |  |                               |  |